# Heinz Wissemann
Heinz Walter Wilhelm Wissemann (* 12. März 1912 in Kulm; † 12. Juni 2001 in Mainz) war ein deutscher Slawist, Indogermanist und Hochschullehrer.

## Leben und Wirken
Heinz Wissemann studierte Slawistik und Vergleichende Sprachwissenschaft an der Universität Berlin und promovierte dort 1938. Zuvor hatte er (1936) das Dolmetscherexamen für die bulgarische Sprache absolviert. Während des Zweiten Weltkriegs war er hauptsächlich als Presselektor und Übersetzer beim Auswärtigen Amt tätig. Nach dem Zweiten Weltkrieg arbeitete er als wissenschaftlicher Assistent bei dem Indogermanisten Alfred Schmitt an der Universität Münster und habilitierte sich dort 1951. Von 1952 bis 1958 lehrte er als Dozent an der Eberhard Karls Universität Tübingen und bis 1962 als außerplanmäßiger Professor vor allem im Bereich Indogermanistik. Von 1962 bis 1969 hatte er ein Ordinariat für Slawistik an der Universität Gießen inne. Von 1969 bis zu seiner Emeritierung 1977 war er als Nachfolger von Friedrich Wilhelm Neumann Ordinarius an der Universität Mainz, wo er seit 1970 Leiter des Osteuropa-Instituts war. Sein Nachfolger an der Universität Gießen wurde Herbert Jelitte.

## Veröffentlichungen
- Die Syntax der nominalen Determination im Grossrussischen (= Veröffentlichungen des Slavischen Instituts an der Friedrich-Wilhelm-Universität Berlin, Bd. 25). Harrassowitz, Leipzig 1939 (= Dissertation an der Universität Berlin) (Reprint: Kraus, Nendeln 1968).
- Untersuchungen zur Onomatopoiie. Bd. 1: Die sprachpsychologischen Versuche. Winter, Heidelberg 1954.
- Die germanisch-slavischen Beziehungen im Lichte der Sprachwissenschaft. In: Hans Rothfels/Werner Markert (Hrsg.): Deutscher Osten und slawischer Westen. Tübinger Vorträge (= Tübinger Studien zur Geschichte und Politik, Bd. 4). Mohr, Tübingen 1955, S. 29–42.
- Zur nominalen Determination. In: Indogermanische Forschungen, Bd. 63 (1957), S. 61–78.
- Erlebte und abstrahierte Wortbedeutung. In: Sybaris. Festschrift Hans Krahe zum 60. Geburtstag am 7. Febr. 1958 dargebracht von Freunden, Schülern u. Kollegen. Harrassowitz, Wiesbaden 1958, S. 195–202.
- Der Verbalaspekt in den älteren Darstellungen der russischen Grammatik. In: Zeitschrift für slavische Philologie, Bd. 26 (1958), H. 2, S. 351–375.
- Zum Ideengehalt von Gogol's "Mantel". In: Ebd., S. 391–415.
- Die Rolle des Grammatischen beim Verstehen des Satzsinns. In: Indogermanische Forschungen, Bd. 66 (1961), H. 1, S. 1–9.
- Das Wortgruppenlexem und seine lexigraphische Erfassung. In: Indogermanische Forschungen, Bd. 66 (1961), S. 225–258.
- Die Idee des Übermenschen in Dostojevskijs Legende vom Grossinquisitor. Schmitz, Giessen 1962.
- Zur Frage des Genuswechsels bei Lehnwörtern im Russischen. In: Zeitschrift für slavische Philologie, Bd. 33 (1967), H. 2, S. 305–313.
- Zur Onomatopoiie in Vasmers Russischem Etymologischen Wörterbuch. In: Zeitschrift für slavische Philologie, Bd. 46 (1986), S. 399–428.

Festschrift
- Herbert Jelitte/Rolf-Dieter Kluge (Hrsg.): Festschrift für Heinz Wissemann (= Beiträge zur Slavistik, Bd. 2). Lang, Frankfurt/M. 1977, ISBN 3-261-02265-5.